# Кратка българска енциклопедия
 За други български енциклопедии вижте Българска енциклопедия.  
Кратка българска енциклопедия (КБЕ) е общотематична енциклопедия в пет тома, подготвена от сектор „Българска енциклопедия“ към Българска академия на науките и издадена в периода 1963 – 1969. Тя включва около 25 000 статии от всички области на познанието, изяснени от марксистко-ленинска гледна точка. В предговора към последния пети том съставителите на енциклопедията я наричат „първата универсална енциклопедия на социалистическа България“.
Повече от 4600 енциклопедични статии от съдържанието на КБЕ (1/4 от целия материал) са свързани с България. Биографичните статии за изтъкнати представители на световната култура, наука, техника и обществено-политически живот са 4623, от които 1637 – за българи.
Общият брой илюстрации е 7472, от които:
- 4844 са черно-бели илюстрации в текста,
- 1526 илюстрации в приложения на дълбок печат (общо 201 страници),
- 979 илюстрации в приложения на офсетов печат (общо 60 страници), и
- 123 илюстрации в приложения на висок печат (общо 26 страници).[2]

Общият брой карти е 465, от които:
- 78 цветни в приложения,
- 48 черно-бели в приложения, и
- 48 черно-бели в текста.[2]

Решението за издаване на Кратка българска енциклопедия е взето от Министерския съвет с решение от 22 май 1955 година по предложение на Тодор Павлов. Според първоначалния план тя трябвало да бъде двутомна и да бъде завършена до 1958 година. Всеки от петте тома е отпечатан в тираж 62 200 екземпляра.
Главен редактор на КБЕ е Владимир Георгиев, а в подготовката ѝ участват като автори, редактори, рецензенти и консултанти около 1500 души. Сред членовете на главната редакция са акад. Ангел Балевски, акад. Сава Гановски, акад. Райна Георгиева, проф. Страшимир Димитров, чл.-кор. Боян Каменов, акад. Евгени Каменов, ген. Иван Кинов, акад. Димитър Косев, акад. Любомир Кръстанов, акад. Георги Наджаков, Любен Нанов, акад. Жак Натан, чл.-кор. Александър Обретенов, акад. Никола Обрешков, акад. Димитър Ораховац, акад. Боян Петканчин, акад. Петко Г. Стайнов, акад. Петко Ст. Стайнов, акад. Борис Стефанов, чл.-кор. Любен Тонев, акад. Асен Хаджиолов, акад. Георги Цанев.
КБЕ е основа за създаването на еднотомната общотематична Енциклопедия „А-Я“ (1974) и на националната Енциклопедия „България“.